# Cankarjevo priznanje
Cankarjevo priznanje se podeljuje najbolje uvrščenim na tekmovanju iz slovenščine. Tekmovanje se uradno prične z vsakoletnim razpisom, ki ga Zavod Republike Slovenije za šolstvo do konca julija objavi za naslednje šolsko leto na svojih spletnih straneh. Tekmovanje za Cankarjevo priznanje od leta  2007 poteka na treh zahtevnostnih stopnjah: bronasta priznanja lahko tekmovalci osvojijo na šolskem tekmovanju, srebrna na področnem in zlata na državnem. Tekmovalci pišejo razlagalni spis ali esej in v njem dokazujejo svojo bralno zmožnost (doživljanje, razumevanje, vrednotenje) in zmožnost subjektivnega zaznavanja, doživljanja, razumevanja in vrednotenja leposlovnega besedila ter književno znanje. Poudarek je na kritičnem in raziskovalnem branju književnih besedil 

## Zgodovina tekmovanja
Leta 1976 sta Alenka Kozinc in Pavle Vozlič v okviru Slavističnega društva Slovenije pričela s tekmovanjem za Cankarjevo nagrado, ki se je v letih 1984/85 preimenovalo v tekmovanje za Cankarjevo priznanje. Najprej so se tekmovalci pomerili samo na republiškem tekmovanju, nato pa se je leta 1979 pričnelo tudi predhodno tekmovanje v okviru področnih slavističnih društev. V šolskem letu 1981/82 so se tekmovanja organizirala na šolski ravni in potekala na dveh zahtevnostnih stopnjah. Na prvi so sodelovali učenci 8. razreda, na drugi pa dijaki srednjih šol. Do sprememb je prišlo leta 1984, ko se republiško tekmovanje preimenuje v vseslovensko, ker lahko tekmujejo tudi zamejski Slovenci. Še istega leta srednješolsko zahtevnostno stopnjo razdelijo na višjo in nižjo stopnjo. Na drugi stopnji tekmujejo dijaki 1. in 2. letnika, na tretji stopnji pa dijaki 3. in 4. letnikov. Leta 1991 prične izhajati zbornik, ki nato izhaja vsakoletno. Osnutek pravilnika je bil sprejet 1990, nato pa v letih 1995/96 sprejmejo Nov pravilnik, ki ukinja področno tekmovanje, tako da se najboljši s šolskih tekmovanj uvrstijo kar na vseslovensko tekmovanje. Leta 1997 Slavistično društvo Slovenije in Zavod Republike Slovenije za šolstvo prilagodita pravilnik drugim šolskim tekmovanjem v znanju. 
Tekmovanje za Cankarjevo priznanje sta od začetka organizirala Zavod RS za šolstvo in Slavistično društvo Slovenije. Vodili in usmerjali so ga člani Upravnega odbora Slavističnega društva Slovenije, člani področnih slavističnih društev in pedagoški svetovalci za slovenski jezik Zavoda RS za šolstvo. Soorganizatorji tekmovanja so bili tudi učitelji slovenščine v osnovnih in srednjih šolah ter ravnatelji in ravnateljice teh šol. Leta 2007 je Zavod RS za šolstvo odstopil od nadaljnjega  soprirejanja tekmovanja. Slavistično društvo Slovenije ob premajhni podpori Ministrstva za šolstvo in šport ni zmoglo organizirati tekmovanja, zato je podalo izjavo za javnost o neizvedbi Tekmovanja za Cankarjevo priznanje v šolskem letu 2007/08. Zadnja leta tekmovanje po odločitvi Ministrstva za šolstvo in šport ponovno organizira Zavod RS za šolstvo. V komisiji sodeluje tudi predstavnik Slavističnega društva. Od takrat naprej se  pojavljajo tako pohvale kot tudi kritike v zvezi s težavnostjo tekmovanja.

## Vsebina tekmovanja
Nekdaj so temo izbirali izbirali člani upravnega odbora Slavističnega društva Slovenije in svetovalci za slovenski jezik Zavoda RS za šolstvo. Upoštevali so tudi predloge organizatorjev tekmovanj s šol. Zadnja leta je bil glavni koordinator Vlado Pirc, ki je vsako leto pripravljal seminar z aktualno tematiko tekmovanja. Vsebina načeloma presega obseg učnega načrta in je naslonjena na leposlovna besedila dostopna v knjižnici.

## Cilji tekmovanja
Cilji tekmovanja so sledeči: 
- širjenje in poglabljanje znanja slovenščine;
- primerjanje znanja slovenščine med učeni in dijaki;
- popularizacija slovenščine oz. spodbujanje branja leposlovja;
- spodbujanje učence in dijakov k študiju slovenskega jezika in književnosti;
- odkrivanje za slovenščino nadarjenih učencev in dijakov;
- uvajanje mladih v samostojno raziskovalno delo in uporabo literature s področja slovenščine;
- spodbujanje druženja mladih iz različnih šol in okolij.

## Shema podeljevanja Cankarjevih priznanj
- Bronasto Cankarjevo priznanje za uspeh na šolski stopnji tekmovanja – prejme tretjina najboljših (20 % najboljših se uvrsti na regijsko tekmovanje).
- Srebrno Cankarjevo priznanje za uspeh na regijski stopnji tekmovanja – prejme 10 % udeležencev šolskega temovanja (7 % odstotkov najboljših na regijskem, se uvrsti na državno tekmovanje).
- Zlato Cankarjevo priznanje za uspeh na državni stopnji tekmovanja - število podeljenih zlatih priznanj je odvisno od števila udeležencev šolskega tekmovanja v posamezni tekmovalni skupini (število določa krovni pravilnik, ki velja za vsa tekmovanja).

Cankarjev literarni festival 
V letu 2006 je Slavistično društvo Slovenije prvič ob tekmovanju za Cankarjevo priznanje organiziralo še Cankarjev literarni festival, s katerim je skušalo spodbuditi učence, naj tudi sami sodelujejo pri ustvarjanju književnosti. Tema festivala je bila Slovenska književnost in film. Učenci in dijaki so spoznali pravila pisanja filmskega scenarija in se preizkusili v pisanju lastnega scenarija. Koordinator festivala je bil Klemen Lah. Najboljše scenarije je komisija nagradila z zlato, srebrno in bronasto skodelico kave.